# Nigel Ng
Nigel Ng Kin-ju (Kuala Lumpur, 15 maart 1991), beter bekend onder zijn artiestennaam Nigel Ng, is een van oorsprong Maleisisch stand-upkomiek en youtuber. Hij is vooral bekend van zijn alter ego Uncle Roger, een Aziatische man met een overdreven Kantonees accent die felle kritiek levert op (beroemde) mensen die Aziatische maaltijden bereiden. Ng heeft meer dan 9 miljoen abonnees op YouTube.

## Levensloop
Ng is geboren in Kuala Lumpur. Hij is de zoon van Chinees-Maleisische ouders, maar zijn voorouders stammen af van de Hokkien. Zijn vader is autoverkoper.
In 2009 behaalde hij zijn diploma aan de Chong Hwa Independent High School in Kuala Lumpur. Daarna verhuisde hij naar de Verenigde Staten om te studeren aan de Northwestern-universiteit. Hij studeerde in 2014 af met bouwkunde als hoofdvak en filosofie als bijvak.

## Carrière

### Eerste stappen richting komedie
Voordat Ng komiek werd, werkte hij in de datawetenschap. Na het zien van de Hongkongse cabaretier Stephen Chow, besloot hij om zich op komedie te gaan richten. Ng gaf in 2018 zijn eerste optreden in het Comedy Central-programma Stand Up Central. Daarna startte hij de komediepodcasts Rice to Meet You, samen met cabaretier Evelyn Mok, en HAIYAA with Nigel Ng, met zijn producent Matt. Op 2 januari 2021 uploadde hij zijn eerste komedievideo op de Chinese videosite Bilibili. Ook verscheen hij datzelfde jaar ten tonele in de eerste aflevering van het negentiende seizoen van de Britse televisieshow Mock the Week.

### Uncle Roger
Ng is vooral bekend van zijn alter ego Uncle Roger, een Aziatische man met een overdreven Kantonees accent die felle kritiek levert op (beroemde) mensen die Aziatische maaltijden bereiden. Zelf zegt Ng dat hij met Uncle Roger de spot drijft met stereotype Aziaten uit het Oosten en Zuiden van Azië. Evelyn Mok bedacht het personage en Ng werkte het verder uit. Hij begon in eerste instantie met het maken van TikTok- en Instagram-filmpjes, maar verhuisde niet lang daarna naar YouTube, waar hij nog steeds actief is. Bekende catchphrases van Uncle Roger zijn haiyaa als iets totaal niet bevalt, fuyoh als iets heel goed bevalt en Hello, niece and nephew aan het begin van elke video. Ook kenmerkend is dat hij altijd met één been omhoog op een stoel zit en zijn been regelmatig na een schrikreactie laat vallen. Ook drijft Uncle Roger geregeld de spot met blanke mensen, bijvoorbeeld door te refereren naar bepaalde maaltijden als white people food. Verder staat hij bekend om het gebruik van scheldwoorden en schunnige grappen.
In juli 2020 kwam Ng onder de aandacht van het grote publiek nadat hij in een Uncle Roger-video felle kritiek had geuit op de gebakkenrijstmaaltijd van Hersha Patel, chef-kok bij BBC Food. De video ging uiteindelijk viral, waarna Ng en Patel samen in een video op BBC Food te zien waren, evenals een video op YouTube. In augustus 2020 werkte hij korte tijd in restaurant Mei Mei van Elizabeth Haigh. Een maand later plaatste hij een video waarin hij zich positief uitliet over Gordon Ramsay's gebakken rijst.
In de maanden daarna uploadde hij meerdere video's waarin hij felle kritiek uitte op de Aziatische maaltijden van Jamie Oliver, die eveneens viral gingen.
In 2021 was Ng als Uncle Roger te gast in het tweede seizoen van MasterChef Singapore. Een jaar later zat hij in de jury van het derde seizoen van Junior MasterChef Indonesia. Ook was hij dat jaar een van de dinergasten in het 21e seizoen van de Amerikaanse televisieserie Hell's Kitchen.
In juni 2024 plaatste Uncle Roger een video waarin hij Jamie Oliver opnieuw bekritiseerde. Hij vond het recept zó slecht, dat hij voor het eerst niet alleen zijn been van de stoel liet vallen, maar zelfs zijn hele lichaam.

## Ontvangst
In 2016 won Ng de Amused Moose Laugh-Off 2016 en werd hij een na laatste in de Laughing Horse New Act of the Year-show. Ook was hij dat jaar finalist bij Leicester Mercury Comedian of the Year en Leicester Square New Comedian of the Year.
In 2019 ontving hij de Best Newcomer Award met zijn stand-upkomedieshow tijdens het Edinburgh Fringe Festival.

### Kritiek
Het accent dat Ng gebruikt voor zijn typetje Uncle Roger heeft door de jaren heen hier en daar wat kritiek gekregen, omdat het volgens sommigen negatieve Aziatische stereotypen zou oproepen. Uncle Roger werd daarbij vergeleken met een personage uit een minstrel show. Ng reageerde daarop door te zeggen dat hij juist de verschillen tussen Aziatische stereotypen en Aziatische mensen in de Verenigde Staten benadrukt. Ook zijn videoreactie op Patels gebakken rijst kreeg kritiek.
Op 12 januari 2021 bood Ng zijn excuses aan op het Chinese socialemediaplatform Weibo en verwijderde een video met hem en youtuber Mike Chen, omdat er kritiek werd geuit op de Communistische Partij van China. Zijn excuses kon echter rekenen op kritiek op Twitter. Ng reageerde daarop door te zeggen dat hij voor niemand, ook niet politici, zal zwichten.
Op 30 juli 2023 grapte Ng in een video van Uncle Roger Not all Southeast Asia has good food. You don't want food from Laos and Cambodia. Ook noemde hij de keuken van Laos een minderwaardige versie van de Thaise keuken. Daarop werd Ng uitgedaagd door chef-kok Ae Southammavong om haar maaltijd uit de keuken van Laos te proberen. Ng ging de uitdaging aan, maar merkte wel op: All the Laos food I had so far… not my favorite. Asian people criticizing other Asian people is just a way of life. Het Ministerie van Toerisme van Cambodja noemde de opmerkingen schadelijk en eiste excuses van Ng. De ambassade van Maleisië in Phnom Penh liet weten afstand te doen van Ng's uitspraken.
Ng heeft laten weten geen haatdragende berichten te willen verspreiden en dat alles puur komedie is.

#### Chinese controverse
Op 22 mei 2023 werden Ng's socialemedia-accounts op Bilibili en Weibo geblokkeerd, nadat Ng in een stand-upkomedieshow enkele grappen over de Chinese overheid had gemaakt. Ondanks de opgeworpen blokkades in China tekende Ng in juli 2024 een sponsorcontract met het Chinese bedrijf Temu.

## Privéleven
Ng woonde enige tijd in de Verenigde Staten en tevens in de Londense wijk Hammersmith. In 2020 vertelde hij een aanslag met racistische motieven te hebben overleefd.